# 에드먼드 스펜서
에드먼드 스펜서(Edmund Spenser, 1552년경 ~ 1599년 1월 13일)는 영국의 시인이다. 엘리자베스 1세 시대인 영국 문예 부흥기에 있어서 희곡의 셰익스피어와 함께 가장 위대한 시인으로 꼽힌다. 그의 우화적인 장편 서사시 《요정 여왕》(Faerie Queene) 6권은, 영국의 시 가운데 가장 뛰어난 시의 하나이다.

## 생애
1552년 런던에서 존 스펜서의 아들로 태어났다. 소년기에 런던의 머천트 테일러 학교(Merchant Taylors 'School)에서 배운 스펜서는, 장학생으로 케임브리지 대학에 입학하였다.
1580년 7월 스펜서는 군에 복무하며, 새로 부임한 아일랜드 총독 아서 그레이를 따라서 아일랜드로 갔다. 1579년에서 1580년에 일어난 〈제2차 데스몬드의 반란〉 때는 스펜서는 잉글랜드 군에 참가하여 싸웠다. 반란을 진압한 후 튜더 왕조가 아일랜드 다시 장악하게 된다.
1579년 시집 《목자의 달력》(The Shepheardes Calender)을 발표함으로써 일약 대시인으로서의 위치를 확립하였고, 서정시의 개척자가 되었다. 1580년 《요정의 여왕》(Faerie Queene)을 지어 궁전에 전달하였다.
스펜서는 자작 시로 궁전에서의 지위를 얻고 싶었기 때문에 《요정의 여왕》을 지어서 월터 롤리를 동반하여 궁전을 방문했다. 그러나 대담하게도 여왕의 제일 비서이자 버얼리 경인 윌리엄 세실을 적으로 돌렸기 때문에, 그가 작품의 보상으로서 얻은 것은 1591년의 연금뿐이었다. 그 서사시에 대해서 100 파운드의 보상을 요구했을 때, 버얼리 경은 “겨우 노래 하나에 그렇게까지 하는가!”라며 그를 모욕하였다.
1590년대 초, 스펜서는 《아일랜드의 현재 상태에 대한 견해》(A View of the Present State of Ireland)라는 제목의 글을 썼다. 이것은 17세기 중엽에 인쇄물로서 출판될 때까지 자필인 채로 남아있었다. 스펜서가 생존 중에 인쇄되지 않았던 것은, 아마 그 선동적인 내용이 이유일 것이다. 이 소논문의 주장은 고유의 언어나 습관이 폭력에 의해서 파괴될 때까지 아일랜드가 잉글랜드에 완전하게 제압될 일은 없을 것이라는 주장이 들어있었다.
1598년의 아일랜드 9년 전쟁으로 스펜서는 오드 오닐이 이끄는 아일랜드 향토군에 의해서 집을 쫓겨났다. 노스 콕, 도네레일(Doneraile) 근교의 킬콜만에 있던 스펜서의 성은 불에 타버렸고, 그 화재로 스펜서의 어린 아들 하나가 죽었다. 지방의 전해지는 전설에는 스펜서의 아내도 함께 죽었다고 한다. 스펜서는 노스 콕의 블랙 워터 강을 내려다보는 바위 남쪽의 레니에에 다른 소작지를 소유하고 있었다. 그 폐허는 아직도 흔적을 볼 수 있다. 거기로부터 조금 멀어진 곳에는 현지에서 〈스펜서의 오크〉로서 부르는 나무가 있었지만, 1960년대에 낙뢰에 파괴되어 버렸다. 현지의 전언으로는 그 나무 아래에서 스펜서는 《요정의 여왕》의 일부 혹은 전부를 집필했다고 전해 내려온다. 빅토리아 여왕이 생전에 행한 아일랜드의 공식 방문으로 근린의 콘바모어 하우스(Convamore House)에 머물렀을 때 이 나무를 방문했다고 전해진다.
다음 1599년 스펜서는 런던을 방문했지만, 거기서 46세의 나이로 가난하게 생을 마쳤다. 스펜서의 관은 시인들에 의해서 옮겨져 매장될 때에는 눈물과 함께 관 위에 많은 펜과 시를 던졌다.
스펜서는 ‘시인들의 시인’으로 불리며 존경받았다. 윌리엄 워즈워드, 존 키이츠, 바이런 경, 알프레드 테니슨 등 후대의 많은 시인들이 그를 존경하였다. 스펜서의 시는 일부러 고풍스러운 말투를 사용했다. 이러한 제프리 초서의 《캔터베리 이야기》와 같은 옛 작품을 연상시켰지만, 초서야말로 그가 숭배하던 인물이었다.
1595년 쓰여진 스펜서의 《축혼곡》(Epithalamion)은 영어로 쓰여진 이 양식을 취하는 작품 중에서 가장 높은 평가를 받는 작품이다. 이 시는 스펜서가 젊은 아내 엘리자베스 보일과의 결혼식을 위해서 쓴 것으로, 1년을 의미하는 365행으로 완성되었다. 68의 짧은 행은 52주+12개월+사계의 합계이다. 24의 스탠자(시 절, 련)는 하루의 시간을 상징하고 있다.

## 작품
- 《양치기 달력》 (The Shepheardes Calender 1579년)
- 《요정의 여왕》(Faerie Queene 1590년, 1596년, 1609년)
- 《명상 시집》 (Complaints Containing sundrie small Poemes of the Worlds Vanitie 1591년)
- 《아모레티》 (Amoretti 1595년)
- 《축혼곡》(Epithalamion 1595년)

## 같이 보기
- 영국 문학